# Мюнстер (Дибург)
Мюнстер (нем. Münster) — община в Германии, в земле Гессен. Подчиняется административному округу Дармштадт. Входит в состав района Дармштадт-Дибург. Население составляет 14 201 человек (на 31 декабря 2010 года). Занимает площадь 20,74 км².

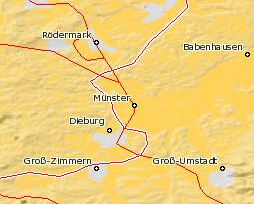
Мюнстер (Дибург)